# La Petrolia
La Petrolia es un complejo recreativo e histórico ubicado en la parroquia La Petrolia en el Municipio Junín del estado Táchira en Venezuela.
El sitio reviste importancia histórica por ser el lugar donde se encontraban las instalaciones de la Compañía Nacional Minera Petrolera del Táchira (CNMPT), está reconocido como el lugar donde se inició la explotación petrolera venezolana, y en particular es el sitio dónde por primera vez se realizó extracción de petróleo con propósitos mercantiles y maquinaria moderna en el país.
Se encuentra rodeado de áreas verdes y de la quebrada La Alquitrana, que atraviesa el lugar y de la que tomó nombre la hacienda cafetalera en donde se emplazaron los pozos petroleros.
Actualmente en el área donde estaba el pozo y en sus alrededores se encuentran el parque homónimo y un museo -ambos presentaban condiciones de descuido al 2007- de importancia histórica donde se conservan reliquias históricas y piezas que formaron parte importante del Táchira de antaño y donde se pueden encontrar algunas máquinas de extracción de petróleo de la época en la cual funcionaba y ver el emplazamiento original de esta primera explotación, en un país que habría de convertirse en uno de los principales exportadores de este hidrocarburo.
Tanto el parque como el museo son parte del Parque nacional El Tamá.

## Historia
La primera experiencia petrolera íntegramente venezolana la realizaron hombres del estado Táchira: Manuel Antonio Pulido, José Antonio Baldó, Ramón María Maldonado, Carlos González Bona, José Gregorio Villafañe y Pedro Rafael Rincones, quienes crearon privadamente y con un capital de 100.000 bolívares, el 11 de octubre de 1878, la Compañía Petrolera del Táchira o Petrolia del Táchira, casi cuarenta años después de las apreciaciones del doctor Vargas sobre los recursos petrolíferos del país.
El 3 de septiembre de 1878 el gobierno de la sección Táchira del estado Los Andes otorgó a la señora Dolores Pulido Rubio los derechos exclusivos para la explotación por 50 años de 100 hectáreas en Cerro Negro y La Alquitrana, cerca de Rubio. El interés por esta iniciativa nació como consecuencia del terremoto del 18 de mayo de 1875 que sacudió la región tachirense y provocó la aparición de brotes de petróleo en La Alquitrana.
Para conocer y familiarizarse con las operaciones petroleras estadounidenses, Pedro Rafael Rincones visitó los estados de Nueva York, Pensilvania y Ohio. Además de los conocimientos adquiridos, Rincones trajo a Venezuela equipos, materiales y herramienta para perforación y producción de pozos y refinación de crudos. Adiestró al personal venezolano requerido por La Petrolia, y por todo lo que hizo por iniciar el desarrollo de la industria de los hidrocarburos en Venezuela bien merecido tiene el calificativo de pionero en la transferencia de tecnologías petroleras.
La Petrolia permaneció en el registro de comercio durante los años 1878-1934. Su actuación fue muy modesta. A su primer pozo, el Eureka-1, le siguieron otros que dieron pequeños volúmenes de producción que escasamente alimentaban una pequeña refinería que procesaba 15 barriles de petróleo por día, cuyo principal producto de exportación hacia pueblos de Colombia era el kerosén. Esta experiencia preparó a los primeros trabajadores petroleros del país. Rincones, además de realizar las actividades gerenciales y operacionales a su cargo, fue un gran relacionista y comunicador. Para mantener al personal, allegados y visitantes informados sobre las gestiones de la empresa, él mismo hacía la publicación institucional The Petrolia Star, primera en su género en Venezuela.
Para la década de 1930 ya estaban consolidados los descubrimientos de los vastos yacimientos de petróleo del estado Zulia, mucho más fáciles de explotar y de mucho mayor producción que los de La Petrolia, finalmente el 8 de abril de 1934, después de más de 50 años de labor, la compañía cesó la extracción.